# Mario Scapini
Mario Scapini (Milano, 2 febbraio 1989) è un mezzofondista italiano.

## Biografia
È stato campione italiano assoluto indoor 1500 (2010), campione italiano assoluto sugli 800 e i 1500 (2009), campione italiano under 23 sugli 800 e 1500 (2009), settimo agli Europei under 23 (1500) e Medaglia d'oro alle Gymnasiadi (800).
Fa parte della Pro Patria Milano ed era allenato da Giorgio Rondelli. Ha vinto 5 titoli italiani giovanili e il titolo europeo juniores ad Hengelo sui 1500 m.

## Record

### Nazionali
Allievi
- 2 Primati italiani su 800 e 1000 allievi 1.49.61 – 2.23.1 (2006).
- 1 Migliore prestazione sui 600 juniores 1.17.70 (2008)

### Personali
- 800 m:	1:46.95	-  Roma, 31/05/2012[1]
- 1000 m: 2:21.33 -  Bari	21/09/2008
- 1500 m: 3:43.56 -  Trento	04/08/2009

## Palmarès
| Anno | Manifestazione    | Sede       | Evento       | Risultato  | Prestazione | Note |
| ---- | ----------------- | ---------- | ------------ | ---------- | ----------- | ---- |
| 2005 | Mondiali allievi  | Marrakech  | 800 m piani  | Batteria   | 1'57"15     |      |
| 2007 | Europei juniores  | Hengelo    | 1500 m piani | Oro        | 4'01"31     |      |
| 2008 | Mondiali juniores | Bydgoszcz  | 1500 m piani | 12º        | 3'53"63     |      |
| 2008 | Mondiali juniores | Bydgoszcz  | 4x400 m      | Batteria   | 3'11"33     |      |
| 2009 | Universiadi       | Belgrado   | 1500 m piani | Batteria   | 3'48"07     |      |
| 2009 | Europei under 23  | Kaunas     | 1500 m piani | 7º         | 3'52"12     |      |
| 2010 | Mondiali indoor   | Doha       | 1500 m piani | Batteria   | 1'50"74     |      |
| 2010 | Europei           | Barcellona | 800 m piani  | Semifinale | 1'49"13     |      |
| 2011 | Europei indoor    | Parigi     | 800 m piani  | Semifinale | 1'49"57     |      |
| 2011 | Europei under 23  | Ostrava    | 800 m piani  | 5º         | 1'48"43     |      |
| 2011 | Europei under 23  | Ostrava    | 1500 m piani | Batteria   | dnf         |      |

## Campionati nazionali
- 10 Titoli italiani.
- 7 Titoli a squadre : 2 nella categoria allievi di cross (2005/2006) 1 nella categoria juniores di cross (2008), 1 nella categoria allievi su strada (2005) 1 nella specialità specialità mezzofondo categoria allievi  (2005) 2 nella Combinata di cross  (2006/2008)